# جیسون واترهاوس
جیسون واترهاوس (انگلیسی: Jason Waterhouse؛ زادهٔ ۸ نوامبر ۱۹۹۱) قایقران قایق بادبانی اهل استرالیا است.